# U5 (München)
U5 is een metrolijn, onderdeel van de metro van München, in de Duitse stad München.

## Stations
| Station              | Overstappunt | Foto * | Type                         | Geopend         | Ligging                        | Wijk                                 |
| -------------------- | ------------ | ------ | ---------------------------- | --------------- | ------------------------------ | ------------------------------------ |
| Laimer Platz         |              | 700 !  | ondiep gelegen zuilenstation | 24 maart 1988   | 48° 08′ 7″ NB, 11° 30′ 14″ OL  | Laim                                 |
| Friedenheimer Straße |              | 710 !  | kuip                         | 24 maart 1988   | 48° 08′ 6″ NB, 11° 30′ 40″ OL  | Laim                                 |
| Westendstraße        |              | 720 !  | ondiep gelegen zuilenstation | 10 maart 1984   | 48° 08′ 5″ NB, 11° 31′ 15″ OL  | Laim                                 |
| Heimeranplatz        |              | 730 !  | ondiep gelegen zuilenstation | 10 maart 1984   | 48° 08′ 0″ NB, 11° 32′ 1″ OL   | Schwanthalerhöhe                     |
| Schwanthalerhöhe     |              | 740 !  | enkelgewelfdstation          | 10 maart 1984   | 48° 08′ 2″ NB, 11° 32′ 28″ OL  | Schwanthalerhöhe                     |
| Theresienwiese       |              | 750 !  | dubbelgewelfdstation         | 10 maart 1984   | 48° 08′ 11″ NB, 11° 33′ 3″ OL  | Ludwigsvorstadt                      |
| Hauptbahnhof         |              | 760 !  | ondiep gelegen zuilenstation | 18 oktober 1980 | 48° 08′ 25″ NB, 11° 33′ 40″ OL | Ludwigsvorstadt                      |
| Karlsplatz (Stachus) |              | 770 !  | dubbelgewelfdstation         | 10 maart 1984   | 48° 08′ 22″ NB, 11° 33′ 57″ OL | Altstadt Ludwigsvorstadt Maxvorstadt |
| Odeonsplatz          |              | 775 !  | ondiep gelegen zuilenstation | 19 oktober 1971 | 48° 08′ 46″ NB, 11° 34′ 45″ OL | Altstadt Maxvorstadt                 |
| Lehel                |              | 780 !  | dubbelgewelfdstation         | 27 oktober 1988 | 48° 08′ 22″ NB, 11° 35′ 17″ OL | Lehel                                |
| Max-Weber-Platz      |              | 1250 ! | ondiep gelegen zuilenstation | 27 oktober 1988 | 48° 08′ 8″ NB, 11° 35′ 55″ OL  | Haidhausen                           |
| Ostbahnhof           |              | 1300 ! | ondiep gelegen zuilenstation | 27 oktober 1988 | 48° 7′ 41″ NB, 11° 36′ 14″ OL  | Haidhausen                           |
| Innsbrucker Ring     |              | 1350 ! | ondiep gelegen zuilenstation | 18 oktober 1980 | 48° 07′ 14″ NB, 11° 37′ 8″ OL  | Berg am Laim Ramersdorf              |
| Michaelibad          |              | 1360 ! | ondiep gelegen zuilenstation | 18 oktober 1980 | 48° 07′ 7″ NB, 11° 37′ 54″ OL  | Berg am Laim Perlach                 |
| Quiddestraße         |              | 1370 ! | ondiep gelegen zuilenstation | 18 oktober 1980 | 48° 06′ 31″ NB, 11° 38′ 47″ OL | Perlach                              |
| Neuperlach Zentrum   |              | 1380 ! | ondiep gelegen zuilenstation | 18 oktober 1980 | 48° 06′ 4″ NB, 11° 38′ 47″ OL  | Perlach                              |
| Therese-Giehse-Allee |              | 1390 ! | ondiep gelegen zuilenstation | 18 oktober 1980 | 48° 05′ 40″ NB, 11° 38′ 34″ OL | Perlach                              |
| Neuperlach Süd       |              | 1400 ! | talud                        | 18 oktober 1980 | 48° 05′ 20″ NB, 11° 38′ 43″ OL | Perlach                              |

- De sorteerwaarde van de foto is de ligging langs de lijn